# Martina Guiggi
Martina Guiggi est une joueuse italienne de volley-ball née le 1er mai 1984 à Pise. Elle mesure 1,88 m et joue au poste de centrale. Elle totalise 226 sélections en équipe d'Italie.

## Clubs
| Club                  | Pays   | De        | À         |
| --------------------- | ------ | --------- | --------- |
| Pall. Pecciolese      | Italie | 1998-1999 | 1999-2000 |
| Club Italia           | Italie | 2000-2001 | 2000-2001 |
| Asystel Novare        | Italie | 2001-2002 | 2003-2004 |
| Scavolini Pesaro      | Italie | 2004-2005 | 2010-2011 |
| Villa Cortese         | Italie | 2011-2012 | 2011-2012 |
| Chieri Volley         | Italie | 2012-2013 | 2012-2013 |
| River Volley Piacenza | Italie | jan 2013  | mai 2013  |
| Guangdong Evergrande  | Chine  | 2013-2014 | …         |

## Palmarès

### Équipe nationale
- Championnat d'Europe (1)
  - Vainqueur : 2007.
- Grand Prix mondial
  - Finaliste :  2005.

### Clubs
- Coupe de la CEV (3)
  - Vainqueur : 2003, 2006, 2008.
- Championnat d'Italie (3)
  - Vainqueur : 2008, 2009, 2010, 2013.
- Coupe d'Italie (2)
  - Vainqueur :  2004, 2009, 2013.
- Supercoupe d'Italie
  - Vainqueur: 2003, 2006, 2008, 2009, 2010.
- Challenge Cup
  - Finaliste : 2013.